# Jožek Horvat - Muc
Jožek Horvat - Muc, slovensko-romski narodni delavec, pisatelj in romolog, * 21. oktober 1965, Murska Sobota.
Horvat je predsednik Zveze Romov Slovenije.

## Odlikovanja in nagrade
Leta 2000 je prejel častni znak svobode Republike Slovenije z naslednjo utemeljitvijo: »za prizadevanja v dobro romski skupnosti v Sloveniji, posebej v občini Tišina«.